# Csehország a 2022. évi téli olimpiai játékokon
Csehország a kínai Pekingben megrendezett 2022. évi téli olimpiai játékok egyik részt vevő nemzete volt. Az országot az olimpián 15 sportágban 114 sportoló képviselte, akik összesen 2 érmet szereztek.

## Érmesek
| Érem  | Versenyző         | Sportág        | Versenyszám               |
| ----- | ----------------- | -------------- | ------------------------- |
| Arany | Ester Ledecká     | Snowboard      | Női parallel giant slalom |
| Bronz | Martina Sáblíková | Gyorskorcsolya | Női 5000 m                |

## Alpesisí
Férfi
| Versenyző     | Versenyszám            | 1. futam      | 1. futam      | 2. futam      | 2. futam      | Összesítés | Összesítés |
| Versenyző     | Versenyszám            | Idő           | Hely.         | Idő           | Hely.         | Idő        | Helyezés   |
| ------------- | ---------------------- | ------------- | ------------- | ------------- | ------------- | ---------- | ---------- |
| Kryštof Krýzl | Óriás-műlesiklás       | 1:07,29       | 26.           | 1:08,27       | 19.           | 2:15,56    | 19.        |
| Kryštof Krýzl | Műlesiklás             | nem ért célba | nem ért célba | kiesett       | kiesett       | kiesett    | kiesett    |
| Jan Zabystřan | Összetett              | 1:44,54       | 9.            | nem ért célba | nem ért célba | kiesett    | kiesett    |
| Jan Zabystřan | Óriás-műlesiklás       | nem ért célba | nem ért célba | kiesett       | kiesett       | kiesett    | kiesett    |
| Jan Zabystřan | Műlesiklás             | nem ért célba | nem ért célba | kiesett       | kiesett       | kiesett    | kiesett    |
| Jan Zabystřan | Szuperóriás-műlesiklás |               |               |               |               | 1:23,09    | 25.        |

Női
| Versenyző        | Versenyszám            | 1. futam      | 1. futam      | 2. futam      | 2. futam      | Összesítés | Összesítés |
| Versenyző        | Versenyszám            | Idő           | Hely.         | Idő           | Hely.         | Idő        | Helyezés   |
| ---------------- | ---------------------- | ------------- | ------------- | ------------- | ------------- | ---------- | ---------- |
| Ester Ledecká    | Lesiklás               |               |               |               |               | 1:38,18    | 27.        |
| Ester Ledecká    | Szuperóriás-műlesiklás |               |               |               |               | 1:13,94    | 5.         |
| Tereza Nová      | Lesiklás               |               |               |               |               | 1:39,38    | 28.        |
| Tereza Nová      | Szuperóriás-műlesiklás |               |               |               |               | 1:17,88    | 33.        |
| Barbora Nováková | Lesiklás               |               |               |               |               | 1:39,50    | 29.        |
| Barbora Nováková | Szuperóriás-műlesiklás |               |               |               |               | 1:18,26    | 36.        |
| Elese Sommerová  | Óriás-műlesiklás       | nem ért célba | nem ért célba | kiesett       | kiesett       | kiesett    | kiesett    |
| Elese Sommerová  | Műlesiklás             | 56,38         | 38.           | nem ért célba | nem ért célba | kiesett    | kiesett    |
| Gabriela Capová  | Műlesiklás             | 55,96         | 33.           | 55,28         | 33.           | 1:51,24    | 32.        |
| Martina Dubovská | Műlesiklás             | 53,90         | 16.           | 53,13         | 14.           | 1:47,03    | 13.        |

| Versenyző     | Versenyszám | Lesiklás | Lesiklás | Műlesiklás | Műlesiklás | Összesítés | Összesítés |
| Versenyző     | Versenyszám | Idő      | Hely.    | Idő        | Hely.      | Idő        | Helyezés   |
| ------------- | ----------- | -------- | -------- | ---------- | ---------- | ---------- | ---------- |
| Ester Ledecká | Összetett   | 1:32,43  | 2.       | 55,89      | 5.         | 2:28,32    | 4.         |
| Tereza Nová   | Összetett   | 1:37,07  | 23.      | 58,39      | 12.        | 2:35,46    | 14.        |

Vegyes
| Versenyző                                                    | Versenyszám | Nyolcaddöntő                | Negyeddöntő       | Elődöntő          | Döntő             | Helyezés |
| Versenyző                                                    | Versenyszám | Ellenfél Eredmény           | Ellenfél Eredmény | Ellenfél Eredmény | Ellenfél Eredmény | Helyezés |
| ------------------------------------------------------------ | ----------- | --------------------------- | ----------------- | ----------------- | ----------------- | -------- |
| Kryštof Krýzl Jan Zabystřan Barbora Nováková Elese Sommerová | Vegyes      | Franciaország (FRA) · V 1–3 | kiesett           | kiesett           | kiesett           | 14.      |

## Biatlon
Férfi
| Versenyző                                                  | Versenyszám            | Időeredmény | Lövőhiba    | Helyezés |
| ---------------------------------------------------------- | ---------------------- | ----------- | ----------- | -------- |
| Mikuláš Karlík                                             | 20 km egyéni indításos | 52:56,3     | 3 (0+0+0+3) | 31.      |
| Mikuláš Karlík                                             | 10 km sprint           | 25:48,8     | 3 (0+3)     | 28.      |
| Mikuláš Karlík                                             | 12,5 km üldözőverseny  | 45:38,8     | 8 (1+3+3+1) | 42.      |
| Michal Krčmář                                              | 20 km egyéni indításos | 55:27,9     | 5 (0+1+3+1) | 59.      |
| Michal Krčmář                                              | 10 km sprint           | 25:22,4     | 1 (0+1)     | 16.      |
| Michal Krčmář                                              | 12,5 km üldözőverseny  | 44:06,9     | 7 (1+0+4+1) | 34.      |
| Michal Krčmář                                              | 15 km tömegrajtos      | 41:54,9     | 5 (0+1+1+3) | 21.      |
| Jakub Štvrtecký                                            | 20 km egyéni indításos | 55:52,7     | 5 (0+3+0+2) | 65.      |
| Jakub Štvrtecký                                            | 10 km sprint           | 26:48,3     | 3 (1+2)     | 58.      |
| Jakub Štvrtecký                                            | 12,5 km üldözőverseny  | 46:32,1     | 7 (0+3+3+1) | 48.      |
| Milan Žemlička                                             | 20 km egyéni indításos | 55:44,3     | 2 (0+1+0+1) | 62.      |
| Adam Václavík                                              | 10 km sprint           | 26:50,2     | 3 (2+1)     | 59.      |
| Adam Václavík                                              | 12,5 km üldözőverseny  | 45:41,2     | 6 (1+1+3+1) | 44.      |
| Jakub Štvrtecký Mikuláš Karlík Adam Václavík Michal Krčmář | 4 × 7,5 km váltó       | lekörözték  | lekörözték  | 19.      |

Női
| Versenyző                                                          | Versenyszám            | Időeredmény | Lövőhiba    | Helyezés |
| ------------------------------------------------------------------ | ---------------------- | ----------- | ----------- | -------- |
| Markéta Davidová                                                   | 15 km egyéni indításos | 43:44,6     | 1 (0+0+0+1) | 6.       |
| Markéta Davidová                                                   | 7,5 km sprint          | 23:11,8     | 4 (2+2)     | 41.      |
| Markéta Davidová                                                   | 10 km üldözőverseny    | 44:44,6     | 4 (1+1+1+1) | 28.      |
| Markéta Davidová                                                   | 12,5 km tömegrajtos    | 41:11,4     | 4 (1+0+1+2) | 4.       |
| Lucie Charvátová                                                   | 15 km egyéni indításos | 44:46,6     | 2 (0+1+0+1) | 19.      |
| Lucie Charvátová                                                   | 7,5 km sprint          | 22:35,6     | 1 (0+1)     | 25.      |
| Lucie Charvátová                                                   | 10 km üldözőverseny    | 46:46,6     | 4 (2+1+0+1) | 34.      |
| Lucie Charvátová                                                   | 12,5 km tömegrajtos    | 44:28,7     | 5 (0+2+2+1) | 28.      |
| Jessica Jislová                                                    | 15 km egyéni indításos | 46:17,5     | 2 (0+1+0+1) | 27.      |
| Jessica Jislová                                                    | 7,5 km sprint          | 22:42,7     | 1 (1+0)     | 31.      |
| Jessica Jislová                                                    | 10 km üldözőverseny    | 48:17,5     | 2 (0+1+0+1) | 35.      |
| Tereza Voborníková                                                 | 15 km egyéni indításos | 46:51,6     | 2 (0+0+1+1) | 34.      |
| Tereza Voborníková                                                 | 7,5 km sprint          | 23:30,9     | 2 (2+0)     | 58.      |
| Tereza Voborníková                                                 | 10 km üldözőverseny    | lekörözték  | (4+0+3+ )   | –        |
| Eva Puskarčíková Markéta Davidová Jessica Jislová Lucie Charvátová | 4 × 6 km váltó         | 1:14:06,0   | 9 (1+8)     | 8.       |

Vegyes
| Versenyző                                                     | Versenyszám  | Időeredmény | Lövőhiba  | Helyezés |
| ------------------------------------------------------------- | ------------ | ----------- | --------- | -------- |
| Markéta Davidová Jessica Jislová Mikuláš Karlík Michal Krčmář | Vegyes váltó | 1:10:20,2   | 20 (3+17) | 12.      |

## Bob
Férfi
| Versenyző                                                | Versenyszám | 1. futam | 1. futam | 2. futam | 2. futam | 3. futam | 3. futam | 4. futam | 4. futam | Összesítés | Összesítés |
| Versenyző                                                | Versenyszám | Idő      | Hely.    | Idő      | Hely.    | Idő      | Hely.    | Idő      | Hely.    | Idő        | Helyezés   |
| -------------------------------------------------------- | ----------- | -------- | -------- | -------- | -------- | -------- | -------- | -------- | -------- | ---------- | ---------- |
| Dominik Dvořák* Jakub Nosek                              | Kettes      | 59,90    | 15.      | 1:00,04  | 11.      | 1:00,20  | 16.      | 1:00,16  | 13.      | 4:00,30    | 15.        |
| Dominik Dvořák* Jakub Nosek Jan Šindelář Dominik Záleský | Négyes      | 59,71    | 23.      | 59,80    | 21.      | 59,65    | 22.      | kiesett  | kiesett  | 2:59,16    | 21.        |

* – a bob vezetője

## Curling

### Vegyes páros
- Zuzana Paulová
- Tomáš Paul

Csoportkör
| Nemzet                 | Név                                   | Gy | V | Gy–V | P+ | P- | Gy end | V end | Üres endek | Rabolt endek | Lökés % | DSC   |
| ---------------------- | ------------------------------------- | -- | - | ---- | -- | -- | ------ | ----- | ---------- | ------------ | ------- | ----- |
| Olaszország (ITA)      | Stefania Constantini / Amos Mosaner   | 9  | 0 | –    | 79 | 48 | 43     | 28    | 0          | 17           | 79%     | 25,34 |
| Norvégia (NOR)         | Kristin Skaslien / Magnus Nedregotten | 6  | 3 | 1–0  | 68 | 50 | 40     | 28    | 0          | 15           | 82%     | 24,48 |
| Nagy-Britannia (GBR)   | Jennifer Dodds / Bruce Mouat          | 6  | 3 | 0–1  | 60 | 50 | 38     | 33    | 0          | 12           | 79%     | 22,48 |
| Svédország (SWE)       | Almida de Val / Oskar Eriksson        | 5  | 4 | 1–0  | 55 | 54 | 35     | 33    | 0          | 10           | 76%     | 21,77 |
| Kanada (CAN)           | Rachel Homan / John Morris            | 5  | 4 | 0–1  | 57 | 54 | 33     | 39    | 0          | 8            | 78%     | 53,73 |
| Csehország (CZE)       | Zuzana Paulová / Tomáš Paul           | 4  | 5 | –    | 50 | 65 | 29     | 39    | 1          | 7            | 75%     | 33,41 |
| Svájc (SUI)            | Jenny Perret / Martin Rios            | 3  | 6 | 1–0  | 55 | 58 | 32     | 39    | 0          | 6            | 73%     | 39,04 |
| Egyesült Államok (USA) | Vicky Persinger / Chris Plys          | 3  | 6 | 0–1  | 50 | 67 | 34     | 36    | 0          | 9            | 74%     | 27,29 |
| Kína (CHN)             | Fan Suyuan / Ling Zhi                 | 2  | 7 | 1–0  | 51 | 64 | 34     | 36    | 0          | 7            | 74%     | 17,81 |
| Ausztrália (AUS)       | Tahli Gill / Dean Hewitt              | 2  | 7 | 0–1  | 52 | 67 | 31     | 38    | 1          | 8            | 72%     | 50,51 |

1. forduló, február 2., 20:05 (13:05)
| Sheet C            | Sheet C                           | 1 | 2 | 3 | 4 | 5 | 6 | 7 | 8 | 9 | VE |
|                    | Norvégia (Skaslien / Nedregotten) | 1 | 1 | 0 | 1 | 0 | 2 | 1 | 0 | 0 | 6  |
| 1. end utolsó köve | Csehország (Paulová / Paul)       | 0 | 0 | 2 | 0 | 1 | 0 | 0 | 3 | 1 | 7  |

2. forduló, február 3., 9:05 (2:05)
| Sheet B            | Sheet B                        | 1 | 2 | 3 | 4 | 5 | 6 | 7 | 8 | VE |
| 1. end utolsó köve | Svédország (de Val / Eriksson) | 1 | 0 | 0 | 1 | 1 | 0 | 2 | 2 | 7  |
|                    | Csehország (Paulová / Paul)    | 0 | 1 | 1 | 0 | 0 | 2 | 0 | 0 | 4  |

4. forduló, február 3., 20:05 (13:05)
| Sheet D            | Sheet D                     | 1 | 2 | 3 | 4 | 5 | 6 | 7 | 8 | VE |
| 1. end utolsó köve | Csehország (Paulová / Paul) | 1 | 3 | 1 | 0 | 1 | 0 | 2 | X | 8  |
|                    | Ausztrália (Gill / Hewitt)  | 0 | 0 | 0 | 1 | 0 | 1 | 0 | X | 2  |

6. forduló, február 4., 13:35 (6:35)
| Sheet A            | Sheet A                             | 1 | 2 | 3 | 4 | 5 | 6 | 7 | 8 | VE |
|                    | Csehország (Paulová / Paul)         | 0 | 0 | 1 | 0 | 0 | 1 | X | X | 2  |
| 1. end utolsó köve | Olaszország (Constantini / Mosaner) | 4 | 1 | 0 | 4 | 1 | 0 | X | X | 10 |

8. forduló, február 5., 14:05 (7:05)
| Sheet B            | Sheet B                        | 1 | 2 | 3 | 4 | 5 | 6 | 7 | 8 | VE |
| 1. end utolsó köve | Csehország (Paulová / Paul)    | 1 | 0 | 0 | 1 | 0 | 1 | 0 | X | 3  |
|                    | Nagy-Britannia (Dodds / Mouat) | 0 | 2 | 3 | 0 | 1 | 0 | 2 | X | 8  |

9. forduló, február 5., 20:05 (13:05)
| Sheet C            | Sheet C                     | 1 | 2 | 3 | 4 | 5 | 6 | 7 | 8 | VE |
|                    | Csehország (Paulová / Paul) | 0 | 0 | 0 | 0 | 0 | 3 | 0 | X | 3  |
| 1. end utolsó köve | Svájc (Perret / Rios)       | 3 | 1 | 3 | 2 | 1 | 0 | 1 | X | 11 |

10. forduló, február 6., 9:05 (2:05)
| Sheet A            | Sheet A                             | 1 | 2 | 3 | 4 | 5 | 6 | 7 | 8 | VE |
|                    | Egyesült Államok (Persinger / Plys) | 1 | 0 | 3 | 0 | 3 | 0 | 1 | 0 | 8  |
| 1. end utolsó köve | Csehország (Paulová / Paul)         | 0 | 3 | 0 | 4 | 0 | 0 | 0 | 3 | 10 |

11. forduló, február 6., 14:05 (7:05)
| Sheet D            | Sheet D                     | 1 | 2 | 3 | 4 | 5 | 6 | 7 | 8 | 9 | VE |
|                    | Kanada (Homan / Morris)     | 0 | 1 | 0 | 1 | 1 | 0 | 0 | 2 | 2 | 7  |
| 1. end utolsó köve | Csehország (Paulová / Paul) | 1 | 0 | 1 | 0 | 0 | 2 | 1 | 0 | 0 | 5  |

13. forduló, február 7., 9:05 (2:05)
| Sheet D            | Sheet D                     | 1 | 2 | 3 | 4 | 5 | 6 | 7 | 8 | VE |
|                    | Csehország (Paulová / Paul) | 0 | 1 | 0 | 0 | 0 | 4 | 1 | 2 | 8  |
| 1. end utolsó köve | Kína (Fan / Ling)           | 1 | 0 | 3 | 1 | 1 | 0 | 0 | 0 | 6  |

| Csapat     | Helyezés |
| ---------- | -------- |
| Csehország | 6.       |

## Északi összetett
| Versenyző                                          | Versenyszám        | Síugrás | Síugrás | Síugrás | Síugrás    | Sífutás | Sífutás | Összesítés | Összesítés |
| Versenyző                                          | Versenyszám        | Táv     | Pont    | Hely.   | Időhátrány | Idő     | Hely.   | Idő        | Helyezés   |
| -------------------------------------------------- | ------------------ | ------- | ------- | ------- | ---------- | ------- | ------- | ---------- | ---------- |
| Lukáš Daněk                                        | Normálsánc + 10 km | 97,0    | 98,2    | 25.     | +2:19      | 25:22,8 | 22.     | 27:41,8    | 21.        |
| Lukáš Daněk                                        | Nagysánc + 10 km   | 117,0   | 86,1    | 31.     | +3:35      | 27:32,3 | 30.     | 31:07,3    | 30.        |
| Ondřej Pažout                                      | Normálsánc + 10 km | 96,0    | 99,9    | 22.     | +2:12      | 26:19,4 | 30.     | 28:31,4    | 29.        |
| Ondřej Pažout                                      | Nagysánc + 10 km   | 123,5   | 99,0    | 20.     | +2:43      | 27:46,7 | 35.     | 30:29,7    | 29.        |
| Tomáš Portyk                                       | Normálsánc + 10 km | 97,0    | 110,8   | 13.     | +1:29      | 25:47,4 | 26.     | 27:16,4    | 20.        |
| Tomáš Portyk                                       | Nagysánc + 10 km   | 128,0   | 97,8    | 22.     | +2:48      | 27:32,6 | 31.     | 30:20,6    | 27.        |
| Jan Vytrval                                        | Normálsánc + 10 km | 92,5    | 93,5    | 29.     | +2:38      | 25:26,7 | 24.     | 28:04,7    | 26.        |
| Jan Vytrval                                        | Nagysánc + 10 km   | 125,0   | 97,0    | 23.     | +2:51      | 26:26,1 | 14.     | 29:17,1    | 18.        |
| Lukáš Daněk Ondřej Pažout Tomáš Portyk Jan Vytrval | Csapat             | 493,5   | 403,7   | 6.      | 51:34,6    | 7.      | 53:10,6 | 7.         |            |

## Gyorskorcsolya
Férfi
| Versenyző         | Versenyszám | Eredmény | Helyezés                 |
| ----------------- | ----------- | -------- | ------------------------ |
| Martina Sáblíková | 3000 m      | 4:00,34  | 4.                       |
| Martina Sáblíková | 5000 m      | 6:50,09  | 3. helyezett, bronzérmes |
| Nikola Zdráhalová | 500 m       | 39,18    | 25.                      |
| Nikola Zdráhalová | 1000 m      | 1:18,75  | 27.                      |
| Nikola Zdráhalová | 1500 m      | 1:59,54  | 21.                      |
| Nikola Zdráhalová | 3000 m      | 4:13,13  | 18.                      |

Tömegrajtos
| Versenyző         | Versenyszám | Elődöntő   | Elődöntő   | Elődöntő   | Döntő      | Döntő      | Helyezés   |
| Versenyző         | Versenyszám | Pont       | Idő        | Hely.      | Pont       | Idő        | Helyezés   |
| ----------------- | ----------- | ---------- | ---------- | ---------- | ---------- | ---------- | ---------- |
| Nikola Zdráhalová | Női         | nem indult | nem indult | nem indult | nem indult | nem indult | nem indult |

## Jégkorong

### Férfi
- Szövetségi kapitány:  Filip Pešán

| Cseh nemzeti férfi jégkorongcsapat-játékoskeret | Cseh nemzeti férfi jégkorongcsapat-játékoskeret | Cseh nemzeti férfi jégkorongcsapat-játékoskeret | Cseh nemzeti férfi jégkorongcsapat-játékoskeret | Cseh nemzeti férfi jégkorongcsapat-játékoskeret | Cseh nemzeti férfi jégkorongcsapat-játékoskeret | Cseh nemzeti férfi jégkorongcsapat-játékoskeret | Cseh nemzeti férfi jégkorongcsapat-játékoskeret |
| #                                               | Poszt                                           | Név                                             | Magasság                                        | Súly                                            | Születési idő                                   | Klub az olimpia idején                          |                                                 |
| ----------------------------------------------- | ----------------------------------------------- | ----------------------------------------------- | ----------------------------------------------- | ----------------------------------------------- | ----------------------------------------------- | ----------------------------------------------- | ----------------------------------------------- |
| 3                                               | D                                               | Ronald Knot                                     | 1,93 m (6 ft 4 in)                              | 95 kg (209 lb)                                  | 1994. augusztus 3.                              | Neftekhimik Nizhnekamsk                         |                                                 |
| 5                                               | D                                               | Jakub Jeřábek                                   | 1,80 m (5 ft 11 in)                             | 88 kg (194 lb)                                  | 1991. május 12.                                 | Spartak Moscow                                  |                                                 |
| 9                                               | D                                               | David Sklenička                                 | 1,80 m (5 ft 11 in)                             | 82 kg (181 lb)                                  | 1996. szeptember 8.                             | Jokerit                                         |                                                 |
| 10                                              | F                                               | Roman Červenka                                  | 1,82 m (6 ft 0 in)                              | 89 kg (196 lb)                                  | 1985. december 10.                              | Rapperswil-Jona Lakers                          |                                                 |
| 13                                              | F                                               | Jiří Smejkal                                    | 1,89 m (6 ft 2 in)                              | 83 kg (183 lb)                                  | 1996. november 5.                               | Lahti Pelicans                                  |                                                 |
| 17                                              | F                                               | Vladimír Sobotka                                | 1,80 m (5 ft 11 in)                             | 89 kg (196 lb)                                  | 1987. július 2.                                 | Sparta Praha                                    |                                                 |
| 20                                              | F                                               | Hynek Zohorna                                   | 1,88 m (6 ft 2 in)                              | 94 kg (207 lb)                                  | 1990. augusztus 1.                              | IK Oskarshamn                                   |                                                 |
| 25                                              | F                                               | Radan Lenc                                      | 1,80 m (5 ft 11 in)                             | 79 kg (174 lb)                                  | 1991. július 30.                                | Amur Khabarovsk                                 |                                                 |
| 26                                              | F                                               | Michal Řepík                                    | 1,79 m (5 ft 10 in)                             | 86 kg (190 lb)                                  | 1988. december 31.                              | Sparta Praha                                    |                                                 |
| 30                                              | G                                               | Šimon Hrubec                                    | 1,86 m (6 ft 1 in)                              | 83 kg (183 lb)                                  | 1991. június 30.                                | Avangard Omsk                                   |                                                 |
| 31                                              | D                                               | Lukáš Klok                                      | 1,85 m (6 ft 1 in)                              | 85 kg (187 lb)                                  | 1995. június 7.                                 | Neftekhimik Nizhnekamsk                         |                                                 |
| 35                                              | G                                               | Roman Will                                      | 1,80 m (5 ft 11 in)                             | 85 kg (187 lb)                                  | 1992. május 22.                                 | Traktor Chelyabinsk                             |                                                 |
| 37                                              | G                                               | Patrik Bartošák                                 | 1,85 m (6 ft 1 in)                              | 90 kg (200 lb)                                  | 1993. március 29.                               | Amur Khabarovsk                                 |                                                 |
| 38                                              | F                                               | Tomáš Hyka                                      | 1,80 m (5 ft 11 in)                             | 84 kg (185 lb)                                  | 1993. március 23.                               | Traktor Chelyabinsk                             |                                                 |
| 43                                              | F                                               | Jan Kovář                                       | 1,81 m (5 ft 11 in)                             | 98 kg (216 lb)                                  | 1990. március 20.                               | EV Zug                                          |                                                 |
| 44                                              | F                                               | Matěj Stránský                                  | 1,91 m (6 ft 3 in)                              | 93 kg (205 lb)                                  | 1993. július 11.                                | HC Davos                                        |                                                 |
| 45                                              | F                                               | Lukáš Sedlák                                    | 1,82 m (6 ft 0 in)                              | 96 kg (212 lb)                                  | 1993. február 25.                               | Traktor Chelyabinsk                             |                                                 |
| 46                                              | F                                               | David Krejčí                                    | 1,83 m (6 ft 0 in)                              | 85 kg (187 lb)                                  | 1986. április 28.                               | HC Olomouc                                      |                                                 |
| 52                                              | F                                               | Michael Špaček                                  | 1,80 m (5 ft 11 in)                             | 85 kg (187 lb)                                  | 1997. április 9.                                | Frölunda HC                                     |                                                 |
| 65                                              | D                                               | Vojtěch Mozík                                   | 1,90 m (6 ft 3 in)                              | 91 kg (201 lb)                                  | 1992. december 26.                              | Admiral Vladivostok                             |                                                 |
| 67                                              | F                                               | Michael Frolík                                  | 1,85 m (6 ft 1 in)                              | 86 kg (190 lb)                                  | 1988. február 17.                               | Lausanne HC                                     |                                                 |
| 79                                              | F                                               | Tomáš Zohorna                                   | 1,85 m (6 ft 1 in)                              | 95 kg (209 lb)                                  | 1988. január 3.                                 | IK Oskarshamn                                   |                                                 |
| 84                                              | D                                               | Tomáš Kundrátek                                 | 1,87 m (6 ft 2 in)                              | 91 kg (201 lb)                                  | 1989. december 26.                              | Oceláři Třinec                                  |                                                 |
| 88                                              | D                                               | Libor Šulák                                     | 1,89 m (6 ft 2 in)                              | 86 kg (190 lb)                                  | 1994. március 4.                                | Admiral Vladivostok                             |                                                 |

Csoportkör
B csoport
| Hely. | Csapat                                       | M | Gy | HGy | HV | V | G+ | G– | Gk | P | Továbbjutás                       |
| ----- | -------------------------------------------- | - | -- | --- | -- | - | -- | -- | -- | - | --------------------------------- |
| 1.    | Az Orosz Olimpiai Bizottság versenyzői (ROC) | 3 | 2  | 0   | 1  | 0 | 8  | 6  | +2 | 7 | Továbbjutott a negyeddöntőbe      |
| 2.    | Dánia (DEN)                                  | 3 | 2  | 0   | 0  | 1 | 7  | 6  | +1 | 6 | A negyeddöntőbe jutásért játszott |
| 3.    | Csehország (CZE)                             | 3 | 0  | 2   | 0  | 1 | 9  | 8  | +1 | 4 | A negyeddöntőbe jutásért játszott |
| 4.    | Svájc (SUI)                                  | 3 | 0  | 0   | 1  | 2 | 4  | 8  | −4 | 1 | A negyeddöntőbe jutásért játszott |

| 2022. február 9. 21:10 (14:10) | Csehország (CZE) | 1–2 (0–2, 1–0, 0–0) | Dánia (DEN) | Beijing National Indoor Stadium, Peking Nézőszám: 891 |

| Jegyzőkönyv | Jegyzőkönyv  | Jegyzőkönyv          | Jegyzőkönyv    | Jegyzőkönyv                                                                               |
| --- | ------------ | -------------------- | -------------- | ----------------------------------------------------------------------------------------- |
| | Šimon Hrubec | Kapusok              | Sebastian Dahm | Játékvezetők: Oliver Gouin Michael Tscherrig Vonalbírók: Ludvig Lundgren Lauri Nikulainen |
| \| \| 0–1 \| 11:21 – Lauridsen \| \| \| 0–2 \| 17:23 – Nielsen (PS) \| \| Červenka (Kovář) – 23:45 \| 1–2 \| \| |              |                      |                | Játékvezetők: Oliver Gouin Michael Tscherrig Vonalbírók: Ludvig Lundgren Lauri Nikulainen |
| 2 perc | Büntetések   | 6 perc               |                | Játékvezetők: Oliver Gouin Michael Tscherrig Vonalbírók: Ludvig Lundgren Lauri Nikulainen |
| 40 | Lövések      | 17                   |                | Játékvezetők: Oliver Gouin Michael Tscherrig Vonalbírók: Ludvig Lundgren Lauri Nikulainen |
| | 0–1          | 11:21 – Lauridsen    |                | Játékvezetők: Oliver Gouin Michael Tscherrig Vonalbírók: Ludvig Lundgren Lauri Nikulainen |
| | 0–2          | 17:23 – Nielsen (PS) |                | Játékvezetők: Oliver Gouin Michael Tscherrig Vonalbírók: Ludvig Lundgren Lauri Nikulainen |
| Červenka (Kovář) – 23:45                                                                                        | 1–2          |                      |                | Játékvezetők: Oliver Gouin Michael Tscherrig Vonalbírók: Ludvig Lundgren Lauri Nikulainen |

| 2022. február 11. 16:40 (9:40) | Csehország (CZE) | 2–1 (sz.) (1–1, 0–0, 0–0) (h.u.: 0–0) (sz.: 1–0) | Svájc (SUI) | Beijing National Indoor Stadium, Peking Nézőszám: 834 |

| Jegyzőkönyv                                                                                     | Jegyzőkönyv  | Jegyzőkönyv                            | Jegyzőkönyv     | Jegyzőkönyv                                                                          |
| ----------------------------------------------------------------------------------------------- | ------------ | -------------------------------------- | --------------- | ------------------------------------------------------------------------------------ |
|                                                                                                 | Šimon Hrubec | Kapusok                                | Leonardo Genoni | Játékvezetők: Andris Ansons Andrew Bruggeman Vonalbírók: Gleb Lazarev Dustin McCrank |
| \| Smejkal (Klok, Zohorna) – 04:33 \| 1–0 \| \| \| \| 1–1 \| 08:34 – Haas (Andrighetto) (PP) \| |              |                                        |                 | Játékvezetők: Andris Ansons Andrew Bruggeman Vonalbírók: Gleb Lazarev Dustin McCrank |
| Krejčí Sedlák Kovář Řepík                                                                       | Szétlövés    | Ambühl Andrighetto Corvi Bertschy Haas |                 | Játékvezetők: Andris Ansons Andrew Bruggeman Vonalbírók: Gleb Lazarev Dustin McCrank |
| 10 perc                                                                                         | Büntetések   | 4 perc                                 |                 | Játékvezetők: Andris Ansons Andrew Bruggeman Vonalbírók: Gleb Lazarev Dustin McCrank |
| 36                                                                                              | Lövések      | 25                                     |                 | Játékvezetők: Andris Ansons Andrew Bruggeman Vonalbírók: Gleb Lazarev Dustin McCrank |
| Smejkal (Klok, Zohorna) – 04:33                                                                 | 1–0          |                                        |                 | Játékvezetők: Andris Ansons Andrew Bruggeman Vonalbírók: Gleb Lazarev Dustin McCrank |
|                                                                                                 | 1–1          | 08:34 – Haas (Andrighetto) (PP)        |                 | Játékvezetők: Andris Ansons Andrew Bruggeman Vonalbírók: Gleb Lazarev Dustin McCrank |

| 2022. február 12. 21:10 (14:10) | Az Orosz Olimpiai Bizottság versenyzői (ROC) | 5–6 (h.u.) (1–1, 1–2, 3–2) (h.u.: 0–1) | Csehország (CZE) | Beijing National Indoor Stadium, Peking Nézőszám: 921 |

| Jegyzőkönyv | Jegyzőkönyv  | Jegyzőkönyv                                 | Jegyzőkönyv  | Jegyzőkönyv                                                                            |
| --- | ------------ | ------------------------------------------- | ------------ | -------------------------------------------------------------------------------------- |
| | Ivan Fedotov | Kapusok                                     | Šimon Hrubec | Játékvezetők: Mikko Kaukokari Mikael Nord Vonalbírók: Ludvig Lundgren Lauri Nikulainen |
| \| Tkacsov (Guszev, Nyesztyerov) – 04:51 \| 1–0 \| \| \| \| 1–1 \| 12:37 – Kundrátek (Červenka, Stránský) (PP) \| \| Nyesztyerov (Guszev, Plotnyikov) (PP) – 32:19 \| 2–1 \| \| \| \| 2–2 \| 38:41 – Krejčí (Červenka, Kundrátek) (PP) \| \| \| 2–3 \| 39:16 – Špaček (Šulák, Sobotka) (PP) \| \| \| 2–4 \| 43:14 – Klok (T. Zohorna, H. Zohorna) \| \| Szemjonov (Plotnyikov, Andronov) – 43:50 \| 3–4 \| \| \| Gricjuk (Guszev, Tkacsov) – 46:43 \| 4–4 \| \| \| Csibiszov (Vojnov, Sipacsov) – 48:22 \| 5–4 \| \| \| \| 5–5 \| 48:57 – Hyka (Sedlák, Krejčí) \| \| \| 5–6 \| 64:29 – Šulák (Krejčí) (PP) \| |              |                                             |              | Játékvezetők: Mikko Kaukokari Mikael Nord Vonalbírók: Ludvig Lundgren Lauri Nikulainen |
| 33 perc | Büntetések   | 10 perc                                     |              | Játékvezetők: Mikko Kaukokari Mikael Nord Vonalbírók: Ludvig Lundgren Lauri Nikulainen |
| 29 | Lövések      | 41                                          |              | Játékvezetők: Mikko Kaukokari Mikael Nord Vonalbírók: Ludvig Lundgren Lauri Nikulainen |
| Tkacsov (Guszev, Nyesztyerov) – 04:51 | 1–0          |                                             |              | Játékvezetők: Mikko Kaukokari Mikael Nord Vonalbírók: Ludvig Lundgren Lauri Nikulainen |
| | 1–1          | 12:37 – Kundrátek (Červenka, Stránský) (PP) |              | Játékvezetők: Mikko Kaukokari Mikael Nord Vonalbírók: Ludvig Lundgren Lauri Nikulainen |
| Nyesztyerov (Guszev, Plotnyikov) (PP) – 32:19 | 2–1          |                                             |              | Játékvezetők: Mikko Kaukokari Mikael Nord Vonalbírók: Ludvig Lundgren Lauri Nikulainen |
| | 2–2          | 38:41 – Krejčí (Červenka, Kundrátek) (PP)   |              |                                                                                        |
| | 2–3          | 39:16 – Špaček (Šulák, Sobotka) (PP)        |              |                                                                                        |
| | 2–4          | 43:14 – Klok (T. Zohorna, H. Zohorna)       |              |                                                                                        |
| Szemjonov (Plotnyikov, Andronov) – 43:50 | 3–4          |                                             |              |                                                                                        |
| Gricjuk (Guszev, Tkacsov) – 46:43 | 4–4          |                                             |              |                                                                                        |
| Csibiszov (Vojnov, Sipacsov) – 48:22 | 5–4          |                                             |              |                                                                                        |
| | 5–5          | 48:57 – Hyka (Sedlák, Krejčí)               |              |                                                                                        |
| | 5–6          | 64:29 – Šulák (Krejčí) (PP)                 |              |                                                                                        |

Rájátszás a negyeddöntőért
| 2022. február 15. 16:40 (9:40) | Csehország (CZE) | 2–4 (1–2, 0–1, 1–1) | Svájc (SUI) | Beijing National Indoor Stadium, Peking Nézőszám: 990 |

| Jegyzőkönyv | Jegyzőkönyv  | Jegyzőkönyv                                | Jegyzőkönyv     | Jegyzőkönyv                                                                              |
| --- | ------------ | ------------------------------------------ | --------------- | ---------------------------------------------------------------------------------------- |
| | Šimon Hrubec | Kapusok                                    | Leonardo Genoni | Játékvezetők: Roman Gofman Mikko Kaukokari Vonalbírók: Ludvig Lundgren Andreas Malmqvist |
| \| Klok (Knot, Červenka) – 10:08 \| 1–0 \| \| \| \| 1–1 \| 14:59 – Ambühl (Thürkauf, Corvi) (PP) \| \| \| 1–2 \| 15:12 – Mottet (Hollenstein, Diaz) \| \| \| 1–3 \| 29:53 – Malgin (Alatalo, Andrighetto) (PP) \| \| \| 1–4 \| 54:57 – Diaz (Andrighetto, Herzog) \| \| Červenka (Krejčí, Kovář) (PP, EA) – 55:59 \| 2–4 \| \| |              |                                            |                 | Játékvezetők: Roman Gofman Mikko Kaukokari Vonalbírók: Ludvig Lundgren Andreas Malmqvist |
| 6 perc | Büntetések   | 4 perc                                     |                 | Játékvezetők: Roman Gofman Mikko Kaukokari Vonalbírók: Ludvig Lundgren Andreas Malmqvist |
| 33 | Lövések      | 18                                         |                 | Játékvezetők: Roman Gofman Mikko Kaukokari Vonalbírók: Ludvig Lundgren Andreas Malmqvist |
| Klok (Knot, Červenka) – 10:08 | 1–0          |                                            |                 | Játékvezetők: Roman Gofman Mikko Kaukokari Vonalbírók: Ludvig Lundgren Andreas Malmqvist |
| | 1–1          | 14:59 – Ambühl (Thürkauf, Corvi) (PP)      |                 | Játékvezetők: Roman Gofman Mikko Kaukokari Vonalbírók: Ludvig Lundgren Andreas Malmqvist |
| | 1–2          | 15:12 – Mottet (Hollenstein, Diaz)         |                 | Játékvezetők: Roman Gofman Mikko Kaukokari Vonalbírók: Ludvig Lundgren Andreas Malmqvist |
| | 1–3          | 29:53 – Malgin (Alatalo, Andrighetto) (PP) |                 |                                                                                          |
| | 1–4          | 54:57 – Diaz (Andrighetto, Herzog)         |                 |                                                                                          |
| Červenka (Krejčí, Kovář) (PP, EA) – 55:59 | 2–4          |                                            |                 |                                                                                          |

| Csapat           | Helyezés |
| ---------------- | -------- |
| Csehország (CZE) | 9.       |

### Női
- Szövetségi kapitány:  Tomáš Pacina

| Cseh nemzeti női jégkorongcsapat-játékoskeret | Cseh nemzeti női jégkorongcsapat-játékoskeret | Cseh nemzeti női jégkorongcsapat-játékoskeret | Cseh nemzeti női jégkorongcsapat-játékoskeret | Cseh nemzeti női jégkorongcsapat-játékoskeret | Cseh nemzeti női jégkorongcsapat-játékoskeret | Cseh nemzeti női jégkorongcsapat-játékoskeret | Cseh nemzeti női jégkorongcsapat-játékoskeret |
| #                                             | Poszt                                         | Név                                           | Magasság                                      | Súly                                          | Születési idő                                 | Klub az olimpia idején                        |                                               |
| --------------------------------------------- | --------------------------------------------- | --------------------------------------------- | --------------------------------------------- | --------------------------------------------- | --------------------------------------------- | --------------------------------------------- | --------------------------------------------- |
| 1                                             | G                                             | Viktorie Švejdová                             | 1,68 m (5 ft 6 in)                            | 65 kg (143 lb)                                | 2002. június 24.                              | Modo Hockey                                   |                                               |
| 2                                             | D                                             | Aneta Tejralová                               | 1,64 m (5 ft 5 in)                            | 53 kg (117 lb)                                | 1996. január 4.                               | SKIF Nizhny Novgorod                          |                                               |
| 4                                             | D                                             | Daniela Pejšová                               | 1,73 m (5 ft 8 in)                            | 73 kg (161 lb)                                | 2002. augusztus 14.                           | Modo Hockey                                   |                                               |
| 5                                             | D                                             | Samantha Kolowratová                          | 1,70 m (5 ft 7 in)                            | 71 kg (157 lb)                                | 1996. július 12.                              | Brynäs IF                                     |                                               |
| 7                                             | F                                             | Lenka Serdar                                  | 1,72 m (5 ft 8 in)                            | 63 kg (139 lb)                                | 1997. július 21.                              | Linköping HC                                  |                                               |
| 9                                             | F                                             | Alena Mills – (C)                             | 1,73 m (5 ft 8 in)                            | 80 kg (180 lb)                                | 1990. június 9.                               | KRS Vanke Rays                                |                                               |
| 10                                            | F                                             | Denisa Křížová                                | 1,65 m (5 ft 5 in)                            | 68 kg (150 lb)                                | 1994. november 3.                             | Brynäs IF                                     |                                               |
| 12                                            | F                                             | Klára Hymlárová                               | 1,62 m (5 ft 4 in)                            | 67 kg (148 lb)                                | 1999. február 27.                             | St. Cloud State Huskies                       |                                               |
| 14                                            | D                                             | Dominika Lásková                              | 1,64 m (5 ft 5 in)                            | 71 kg (157 lb)                                | 1996. december 20.                            | Merrimack Warriors                            |                                               |
| 15                                            | F                                             | Aneta Lédlová                                 | 1,68 m (5 ft 6 in)                            | 76 kg (168 lb)                                | 1996. december 31.                            | SK Trhači Kadaň                               |                                               |
| 16                                            | F                                             | Kateřina Mrázová                              | 1,63 m (5 ft 4 in)                            | 64 kg (141 lb)                                | 1992. október 19.                             | Brynäs IF                                     |                                               |
| 17                                            | D                                             | Pavlína Horálková                             | 1,66 m (5 ft 5 in)                            | 61 kg (134 lb)                                | 1991. május 24.                               | Biryusa Krasnoyarsk                           |                                               |
| 18                                            | F                                             | Michaela Pejzlová                             | 1,70 m (5 ft 7 in)                            | 66 kg (146 lb)                                | 1997. június 4.                               | HIFK                                          |                                               |
| 19                                            | F                                             | Natálie Mlýnková                              | 1,61 m (5 ft 3 in)                            | 63 kg (139 lb)                                | 2001. május 24.                               | Vermont Catamounts                            |                                               |
| 21                                            | F                                             | Tereza Vanišová                               | 1,70 m (5 ft 7 in)                            | 64 kg (141 lb)                                | 1996. január 30.                              | Leksands IF                                   |                                               |
| 23                                            | F                                             | Kateřina Bukolská                             | 1,70 m (5 ft 7 in)                            | 70 kg (150 lb)                                | 1997. március 6.                              | Leksands IF                                   |                                               |
| 24                                            | D                                             | Sára Čajanová                                 | 1,68 m (5 ft 6 in)                            | 63 kg (139 lb)                                | 2002. december 10.                            | HC Bobři Valašské Meziříčí                    |                                               |
| 25                                            | F                                             | Kristýna Pátková                              | 1,67 m (5 ft 6 in)                            | 69 kg (152 lb)                                | 1998. június 17.                              | Vermont Catamounts                            |                                               |
| 26                                            | F                                             | Vendula Přibylová                             | 1,71 m (5 ft 7 in)                            | 78 kg (172 lb)                                | 1996. március 23.                             | AIK IF                                        |                                               |
| 27                                            | D                                             | Tereza Radová                                 | 1,72 m (5 ft 8 in)                            | 73 kg (161 lb)                                | 2001. november 22.                            | Göteborg HC                                   |                                               |
| 28                                            | F                                             | Noemi Neubauerová                             | 1,73 m (5 ft 8 in)                            | 69 kg (152 lb)                                | 1999. december 15.                            | Colgate Raiders                               |                                               |
| 29                                            | G                                             | Klára Peslarová                               | 1,64 m (5 ft 5 in)                            | 63 kg (139 lb)                                | 1996. november 23.                            | Modo Hockey                                   |                                               |
| 30                                            | G                                             | Kateřina Zechovská                            | 1,65 m (5 ft 5 in)                            | 78 kg (172 lb)                                | 1998. november 4.                             | HC Draci Bílina                               |                                               |

B csoport
| Hely. | Csapat           | M | Gy | HGy | HV | V | G+ | G– | Gk | P | Továbbjutás                  |
| ----- | ---------------- | - | -- | --- | -- | - | -- | -- | -- | - | ---------------------------- |
| 1.    | Japán (JPN)      | 4 | 2  | 1   | 1  | 0 | 13 | 7  | +6 | 9 | Továbbjutott a negyeddöntőbe |
| 2.    | Csehország (CZE) | 4 | 2  | 0   | 1  | 1 | 10 | 8  | +2 | 7 | Továbbjutott a negyeddöntőbe |
| 3.    | Svédország (SWE) | 4 | 2  | 0   | 0  | 2 | 7  | 8  | −1 | 6 | Továbbjutott a negyeddöntőbe |
| 4.    | Kína (CHN) (R)   | 4 | 1  | 1   | 0  | 2 | 7  | 7  | 0  | 5 | Kiesett                      |
| 5.    | Dánia (DEN)      | 4 | 1  | 0   | 0  | 3 | 7  | 14 | −7 | 3 | Kiesett                      |

| 2022. február 3. 12:10 (5:10) | Csehország (CZE) | 3–1 (1–0, 1–1, 1–0) | Kína (CHN) | Wukesong Arena, Peking Nézőszám: 499 |

| Jegyzőkönyv | Jegyzőkönyv     | Jegyzőkönyv                      | Jegyzőkönyv | Jegyzőkönyv                                                                       |
| --- | --------------- | -------------------------------- | ----------- | --------------------------------------------------------------------------------- |
| | Klára Peslarová | Kapusok                          | Chen Tiya   | Játékvezetők: Tijana Haack Anniina Nurmi Vonalbírók: Anna Hammar Julia Kainberger |
| \| Radová (Vanišová, Mrázová) – 10:38 \| 1–0 \| \| \| Křížová (Neubauerová, Čajanová) – 23:57 \| 2–0 \| \| \| \| 2–1 \| 29:02 – Mi (Lin, Wang Yut.) (PP) \| \| Pejzlová (Horálková) – 46:27 \| 3–1 \| \| |                 |                                  |             | Játékvezetők: Tijana Haack Anniina Nurmi Vonalbírók: Anna Hammar Julia Kainberger |
| 4 perc | Büntetések      | 6 perc                           |             | Játékvezetők: Tijana Haack Anniina Nurmi Vonalbírók: Anna Hammar Julia Kainberger |
| 36 | Lövések         | 14                               |             | Játékvezetők: Tijana Haack Anniina Nurmi Vonalbírók: Anna Hammar Julia Kainberger |
| Radová (Vanišová, Mrázová) – 10:38 | 1–0             |                                  |             | Játékvezetők: Tijana Haack Anniina Nurmi Vonalbírók: Anna Hammar Julia Kainberger |
| Křížová (Neubauerová, Čajanová) – 23:57 | 2–0             |                                  |             | Játékvezetők: Tijana Haack Anniina Nurmi Vonalbírók: Anna Hammar Julia Kainberger |
| | 2–1             | 29:02 – Mi (Lin, Wang Yut.) (PP) |             | Játékvezetők: Tijana Haack Anniina Nurmi Vonalbírók: Anna Hammar Julia Kainberger |
| Pejzlová (Horálková) – 46:27 | 3–1             |                                  |             |                                                                                   |

| 2022. február 5. 16:40 (9:40) | Csehország (CZE) | 3–1 (1–0, 1–1, 1–0) | Svédország (SWE) | Beijing National Indoor Stadium, Peking Nézőszám: 438 |

| Jegyzőkönyv | Jegyzőkönyv     | Jegyzőkönyv                               | Jegyzőkönyv    | Jegyzőkönyv                                                                                  |
| --- | --------------- | ----------------------------------------- | -------------- | -------------------------------------------------------------------------------------------- |
| | Klára Peslarová | Kapusok                                   | Emma Söderberg | Játékvezetők: Cianna Lieffers Elizabeth Mantha Vonalbírók: Gyiana Mohova Jacqueline Spresser |
| \| Vanišová – 18:23 \| 1–0 \| \| \| Hymlarová (SH) – 33:56 \| 2–0 \| \| \| \| 2–1 \| 39:16 – Muren (Lin. Johansson, Adolfsson) \| \| Vanišová – 54:03 \| 3–1 \| \| |                 |                                           |                | Játékvezetők: Cianna Lieffers Elizabeth Mantha Vonalbírók: Gyiana Mohova Jacqueline Spresser |
| 12 perc | Büntetések      | 8 perc                                    |                | Játékvezetők: Cianna Lieffers Elizabeth Mantha Vonalbírók: Gyiana Mohova Jacqueline Spresser |
| 46 | Lövések         | 28                                        |                | Játékvezetők: Cianna Lieffers Elizabeth Mantha Vonalbírók: Gyiana Mohova Jacqueline Spresser |
| Vanišová – 18:23 | 1–0             |                                           |                | Játékvezetők: Cianna Lieffers Elizabeth Mantha Vonalbírók: Gyiana Mohova Jacqueline Spresser |
| Hymlarová (SH) – 33:56 | 2–0             |                                           |                | Játékvezetők: Cianna Lieffers Elizabeth Mantha Vonalbírók: Gyiana Mohova Jacqueline Spresser |
| | 2–1             | 39:16 – Muren (Lin. Johansson, Adolfsson) |                | Játékvezetők: Cianna Lieffers Elizabeth Mantha Vonalbírók: Gyiana Mohova Jacqueline Spresser |
| Vanišová – 54:03 | 3–1             |                                           |                |                                                                                              |

| 2022. február 7. 16:40 (9:40) | Dánia (DEN) | 3–2 (1–1, 1–1, 1–0) | Csehország (CZE) | Wukesong Arena, Peking Nézőszám: 637 |

| Jegyzőkönyv | Jegyzőkönyv              | Jegyzőkönyv                        | Jegyzőkönyv       | Jegyzőkönyv                                                                 |
| --- | ------------------------ | ---------------------------------- | ----------------- | --------------------------------------------------------------------------- |
| | Cassandra Repstock-Romme | Kapusok                            | Viktorie Švejdová | Játékvezetők: Maria Furberg Lacey Senuk Vonalbírók: Alex Clarke Sara Strong |
| \| \| 0–1 \| 05:48 – Tejralová (Křížová) \| \| Jakobsen – 09:14 \| 1–1 \| \| \| \| 1–2 \| 23:01 – Mrázová (Radová, Vanišová) \| \| Weis – 24:28 \| 2–2 \| \| \| Glud (Jakobsen, N. Jensen) (PP) – 40:49 \| 3–2 \| \| |                          |                                    |                   | Játékvezetők: Maria Furberg Lacey Senuk Vonalbírók: Alex Clarke Sara Strong |
| 12 perc | Büntetések               | 8 perc                             |                   | Játékvezetők: Maria Furberg Lacey Senuk Vonalbírók: Alex Clarke Sara Strong |
| 17 | Lövések                  | 32                                 |                   | Játékvezetők: Maria Furberg Lacey Senuk Vonalbírók: Alex Clarke Sara Strong |
| | 0–1                      | 05:48 – Tejralová (Křížová)        |                   | Játékvezetők: Maria Furberg Lacey Senuk Vonalbírók: Alex Clarke Sara Strong |
| Jakobsen – 09:14 | 1–1                      |                                    |                   | Játékvezetők: Maria Furberg Lacey Senuk Vonalbírók: Alex Clarke Sara Strong |
| | 1–2                      | 23:01 – Mrázová (Radová, Vanišová) |                   | Játékvezetők: Maria Furberg Lacey Senuk Vonalbírók: Alex Clarke Sara Strong |
| Weis – 24:28 | 2–2                      |                                    |                   |                                                                             |
| Glud (Jakobsen, N. Jensen) (PP) – 40:49 | 3–2                      |                                    |                   |                                                                             |

| 2022. február 8. 16:40 (9:40) | Japán (JPN) | 3–2 (sz.) (1–0, 0–1, 1–1) (h.u.: 0–0) (sz.: 1–0) | Csehország (CZE) | Wukesong Arena, Peking Nézőszám: 638 |

| Jegyzőkönyv | Jegyzőkönyv   | Jegyzőkönyv                            | Jegyzőkönyv     | Jegyzőkönyv                                                                        |
| --- | ------------- | -------------------------------------- | --------------- | ---------------------------------------------------------------------------------- |
| | Nana Fujimoto | Kapusok                                | Klára Peslarová | Játékvezetők: Darja Abroszimova Darja Jermak Vonalbírók: Lisa Linnek Linnea Sainio |
| \| H. Toko (Ao. Shiga, A. Toko) (PP) – 04:00 \| 1–0 \| \| \| \| 1–1 \| 26:09 – Křížová (Vanišová) \| \| H. Toko (Kubo, A. Toko) (PP) – 40:23 \| 2–1 \| \| \| \| 2–2 \| 45:53 – Mlýnková \| |               |                                        |                 | Játékvezetők: Darja Abroszimova Darja Jermak Vonalbírók: Lisa Linnek Linnea Sainio |
| Ukita Kubo Koyama H. Toko Ak. Shiga | Szétlövés     | Pátková Křížová Pejzlová Mrázová Mills |                 | Játékvezetők: Darja Abroszimova Darja Jermak Vonalbírók: Lisa Linnek Linnea Sainio |
| 6 perc | Büntetések    | 10 perc                                |                 | Játékvezetők: Darja Abroszimova Darja Jermak Vonalbírók: Lisa Linnek Linnea Sainio |
| 25 | Lövések       | 38                                     |                 | Játékvezetők: Darja Abroszimova Darja Jermak Vonalbírók: Lisa Linnek Linnea Sainio |
| H. Toko (Ao. Shiga, A. Toko) (PP) – 04:00 | 1–0           |                                        |                 | Játékvezetők: Darja Abroszimova Darja Jermak Vonalbírók: Lisa Linnek Linnea Sainio |
| | 1–1           | 26:09 – Křížová (Vanišová)             |                 | Játékvezetők: Darja Abroszimova Darja Jermak Vonalbírók: Lisa Linnek Linnea Sainio |
| H. Toko (Kubo, A. Toko) (PP) – 40:23 | 2–1           |                                        |                 |                                                                                    |
| | 2–2           | 45:53 – Mlýnková                       |                 |                                                                                    |

Negyeddöntő
| 2022. február 11. 12:10 (5:10) | Egyesült Államok (USA) | 4–1 (0–0, 1–1, 3–0) | Csehország (CZE) | Wukesong Arena, Peking Nézőszám: 636 |

| Jegyzőkönyv | Jegyzőkönyv    | Jegyzőkönyv                          | Jegyzőkönyv     | Jegyzőkönyv                                                                         |
| --- | -------------- | ------------------------------------ | --------------- | ----------------------------------------------------------------------------------- |
| | Alex Cavallini | Kapusok                              | Klára Peslarová | Játékvezetők: Elizabeth Mantha Anniina Nurmi Vonalbírók: Anna Hammar Kendall Hanley |
| \| \| 0–1 \| 24:59 – Pejzlová (Vanišová, Křížová) \| \| Knight (Coyne Schofield) – 25:47 \| 1–1 \| \| \| Stecklein (Pannek, Keller) – 46:49 \| 2–1 \| \| \| Harmon (Brandt, Knight) (PP) – 56:51 \| 3–1 \| \| \| Coyne Schofield (Keller) (ENG) – 59:54 \| 4–1 \| \| |                |                                      |                 | Játékvezetők: Elizabeth Mantha Anniina Nurmi Vonalbírók: Anna Hammar Kendall Hanley |
| 11 perc | Büntetések     | 10 perc                              |                 | Játékvezetők: Elizabeth Mantha Anniina Nurmi Vonalbírók: Anna Hammar Kendall Hanley |
| 59 | Lövések        | 6                                    |                 | Játékvezetők: Elizabeth Mantha Anniina Nurmi Vonalbírók: Anna Hammar Kendall Hanley |
| | 0–1            | 24:59 – Pejzlová (Vanišová, Křížová) |                 | Játékvezetők: Elizabeth Mantha Anniina Nurmi Vonalbírók: Anna Hammar Kendall Hanley |
| Knight (Coyne Schofield) – 25:47 | 1–1            |                                      |                 | Játékvezetők: Elizabeth Mantha Anniina Nurmi Vonalbírók: Anna Hammar Kendall Hanley |
| Stecklein (Pannek, Keller) – 46:49 | 2–1            |                                      |                 | Játékvezetők: Elizabeth Mantha Anniina Nurmi Vonalbírók: Anna Hammar Kendall Hanley |
| Harmon (Brandt, Knight) (PP) – 56:51 | 3–1            |                                      |                 |                                                                                     |
| Coyne Schofield (Keller) (ENG) – 59:54 | 4–1            |                                      |                 |                                                                                     |

| Csapat           | Helyezés |
| ---------------- | -------- |
| Csehország (CZE) | 7.       |

## Műkorcsolya
| Versenyző                          | Versenyszám  | Rövid program | Rövid program | Kűr     | Kűr     | Összesítés | Összesítés |
| Versenyző                          | Versenyszám  | Pont          | Hely.         | Pont    | Hely.   | Pont       | Helyezés   |
| ---------------------------------- | ------------ | ------------- | ------------- | ------- | ------- | ---------- | ---------- |
| Michal Březina                     | Férfi egyéni | 75,19         | 25.           | kiesett | kiesett | kiesett    | kiesett    |
| Eliška Březinová                   | Női egyéni   | 64,31         | 12.           | 111,10  | 21.     | 175,41     | 20.        |
| Elizaveta Zhuk Martin Bidař        | Páros        | 54,64         | 17.           | kiesett | kiesett | kiesett    | kiesett    |
| Natálie Taschlerová Filip Taschler | Jégtánc      | 67,22         | 17.           | 101,10  | 17.     | 168,32     | 16.        |

Csapat
| Versenyző | Versenyszám   | Rövid program    | Rövid program    | Rövid program    | Rövid program    | Rövid program | Rövid program | Kűr              | Kűr              | Kűr              | Kűr              | Kűr        | Kűr        |
| Versenyző | Versenyszám   | Férfi            | Női              | Páros            | Jégtánc          | Összesítés    | Összesítés    | Férfi            | Női              | Páros            | Jégtánc          | Összesítés | Összesítés |
| Versenyző | Versenyszám   | Pont Csapat pont | Pont Csapat pont | Pont Csapat pont | Pont Csapat pont | Pont          | Hely.         | Pont Csapat pont | Pont Csapat pont | Pont Csapat pont | Pont Csapat pont | Pont       | Helyezés   |
| --- | ------------- | ---------------- | ---------------- | ---------------- | ---------------- | ------------- | ------------- | ---------------- | ---------------- | ---------------- | ---------------- | ---------- | ---------- |
| Michal Březina (F) Eliška Březinová (N) Elizaveta Zhuk / Martin Bidař (P) Natálie Taschlerová / Filip Taschler (J) | Csapatverseny | 76,77 4          | 61,05 3          | 56,70 3          | 68,99 5          | 15.           | 8.            | kiesett          | kiesett          | kiesett          | kiesett          | kiesett    | kiesett    |

## Rövidpályás gyorskorcsolya
Női
| Versenyző        | Versenyszám | Előfutam | Előfutam | Negyeddöntő | Negyeddöntő | Elődöntő | Elődöntő | B döntő  | B döntő | Döntő   | Döntő   | Helyezés |
| Versenyző        | Versenyszám | Idő      | Hely.    | Idő         | Hely.       | Idő      | Hely.    | Idő      | Hely.   | Idő     | Hely.   | Helyezés |
| ---------------- | ----------- | -------- | -------- | ----------- | ----------- | -------- | -------- | -------- | ------- | ------- | ------- | -------- |
| Michaela Hrůzová | 500 m       | 45,060   | 3.       | kiesett     | kiesett     | kiesett  | kiesett  | kiesett  | kiesett | kiesett | kiesett | 24.      |
| Michaela Hrůzová | 1500 m      |          |          | 2:21,278    | 4.          | 2:21,386 | 4.       | 2:46,664 | 7.      |         |         | 14.      |

## Síakrobatika
Krossz
| Versenyző      | Versenyszám | Rangsorolás | Rangsorolás | Nyolcaddöntő | Negyeddöntő | Elődöntő | Döntő    | Helyezés |
| Versenyző      | Versenyszám | Idő         | Hely.       | Helyezés     | Helyezés    | Helyezés | Helyezés | Helyezés |
| -------------- | ----------- | ----------- | ----------- | ------------ | ----------- | -------- | -------- | -------- |
| Nikol Kučerová | Női         | 1:21,96     | 23.         | 3.           | kiesett     | kiesett  | kiesett  | 23.      |

## Sífutás
Távolsági
Férfi
| Versenyző                                         | Versenyszám     | Klasszikus | Klasszikus | Szabad  | Szabad | Összesen   | Összesen   |
| Versenyző                                         | Versenyszám     | Idő        | Hely.      | Idő     | Hely.  | Idő        | Helyezés   |
| ------------------------------------------------- | --------------- | ---------- | ---------- | ------- | ------ | ---------- | ---------- |
| Adam Fellner                                      | 15 km           |            |            |         |        | 41:01,0    | 31.        |
| Adam Fellner                                      | 30 km           | 43:22,6    | 47.        | 41:42,8 | 41.    | 1:25:39,5  | 46.        |
| Adam Fellner                                      | 50 km           |            |            |         |        | 1:18:14,3  | 42.        |
| Petr Knop                                         | 15 km           |            |            |         |        | 42:34,4    | 54.        |
| Petr Knop                                         | 30 km           | 44:06,8    | 52.        | 40:55,9 | 33.    | 1:25:38,4  | 44.        |
| Petr Knop                                         | 50 km           |            |            |         |        | 1:16:35,0  | 37.        |
| Michal Novák                                      | 15 km           |            |            |         |        | 42:06,6    | 50.        |
| Michal Novák                                      | 30 km           | 41:14,9    | 16.        | 39:06,1 | 23.    | 1:20:50,9  | 18.        |
| Michal Novák                                      | 50 km           |            |            |         |        | nem indult | nem indult |
| Jan Pechoušek                                     | 15 km           |            |            |         |        | nem indult | nem indult |
| Adam Fellner Petr Knop Michal Novák Jan Pechoušek | 4 × 10 km váltó |            |            |         |        | 2:04:57,8  | 12.        |

Női
| Versenyző                                                        | Versenyszám    | Klasszikus | Klasszikus | Szabad  | Szabad | Összesen      | Összesen      |               |
| Versenyző                                                        | Versenyszám    | Idő        | Hely.      | Idő     | Hely.  | Idő           | Helyezés      |               |
| ---------------------------------------------------------------- | -------------- | ---------- | ---------- | ------- | ------ | ------------- | ------------- | ------------- |
| Petra Hynčicová                                                  | 10 km          |            |            |         |        | 31:28,0       | 42.           |               |
| Petra Hynčicová                                                  | 15 km          | 24:25,8    | 27.        | 23:34,3 | 30.    | 48:40,8       | 26.           |               |
| Petra Hynčicová                                                  | 30 km          |            |            |         |        | 1:36:26,6     | 41.           |               |
| Kateřina Janatová                                                | 10 km          |            |            |         |        | 31:07,2       | 34.           |               |
| Kateřina Janatová                                                | 30 km          |            |            |         |        | 1:31:43,2     | 22.           |               |
| Petra Nováková                                                   | 10 km          |            |            |         |        | 31:00,7       | 30.           |               |
| Petra Nováková                                                   | 15 km          | 44:06,8    | 52.        | 40:55,9 | 33.    | 1:25:38,4     | 30.           |               |
| Petra Nováková                                                   | 30 km          |            |            |         |        | nem ért célba | nem ért célba | nem ért célba |
| Tereza Beranová Petra Nováková Kateřina Janatová Petra Hynčicová | 4 × 5 km váltó |            |            |         |        | 59:32,6       | 13.           |               |

Sprint
| Versenyző                         | Versenyszám         | Selejtező | Selejtező | Negyeddöntő | Negyeddöntő | Elődöntő | Elődöntő | Döntő   | Helyezés |
| Versenyző                         | Versenyszám         | Idő       | Hely.     | Idő         | Hely.       | Idő      | Hely.    | Idő     | Helyezés |
| --------------------------------- | ------------------- | --------- | --------- | ----------- | ----------- | -------- | -------- | ------- | -------- |
| Ondřej Černý                      | Férfi egyéni sprint | 2:50,65   | 9.        | 3:10,62     | 6.          | kiesett  | kiesett  | kiesett | 26.      |
| Michal Novák                      | Férfi egyéni sprint | 2:52,49   | 21.       | 2:55,36     | 5.          | kiesett  | kiesett  | kiesett | 23.      |
| Jan Pechoušek                     | Férfi egyéni sprint | 2:55,03   | 33.       | kiesett     | kiesett     | kiesett  | kiesett  | kiesett | 33.      |
| Luděk Šeller                      | Férfi egyéni sprint | 2:54,09   | 29.       | 3:01,83     | 6.          | kiesett  | kiesett  | kiesett | 29.      |
| Michal Novák Luděk Šeller         | Férfi csapatsprint  |           |           |             |             | 20:36,70 | 7.       | kiesett | 14.      |
| Tereza Beranová                   | Női egyéni sprint   | 3:22,20   | 22.       | 3:22,59     | 4.          | kiesett  | kiesett  | kiesett | 20.      |
| Zuzana Holíková                   | Női egyéni sprint   | 3:29,63   | 44.       | kiesett     | kiesett     | kiesett  | kiesett  | kiesett | 44.      |
| Petra Hynčicová                   | Női egyéni sprint   | 3:24,51   | 33.       | kiesett     | kiesett     | kiesett  | kiesett  | kiesett | 33.      |
| Kateřina Janatová                 | Női egyéni sprint   | 3:20,80   | 15.       | 3:20,12     | 4.          | kiesett  | kiesett  | kiesett | 19.      |
| Petra Hynčicová Kateřina Janatová | Női csapatsprint    |           |           |             |             | 23:55,59 | 8.       | kiesett | 15.      |

## Síugrás
Férfi
| Versenyző                                                  | Versenyszám   | Selejtező | Selejtező | Selejtező | 1. ugrás | 1. ugrás | 1. ugrás | 2. ugrás | 2. ugrás | 2. ugrás | Összesítés | Összesítés |
| Versenyző                                                  | Versenyszám   | Táv       | Pont      | Hely.     | Táv      | Pont     | Hely.    | Táv      | Pont     | Hely.    | Pont       | Helyezés   |
| ---------------------------------------------------------- | ------------- | --------- | --------- | --------- | -------- | -------- | -------- | -------- | -------- | -------- | ---------- | ---------- |
| Roman Koudelka                                             | Normálsánc    | 93,5      | 93,4      | 19.       | 102,0    | 130,4    | 11.      | 97,5     | 119,1    | 22.      | 249,5      | 18.        |
| Čestmír Kožíšek                                            | Normálsánc    | 93,0      | 91,4      | 22.       | 100,0    | 119,3    | 30.      | 85,0     | 92,6     | 29.      | 211,9      | 29.        |
| Filip Sakala                                               | Normálsánc    | 67,5      | 39,2      | 51.       | kiesett  | kiesett  | kiesett  | kiesett  | kiesett  | kiesett  | kiesett    | kiesett    |
| Roman Koudelka                                             | Nagysánc      | 109,0     | 79,5      | 48.       | 124,0    | 108,7    | 41.      | kiesett  | kiesett  | kiesett  | kiesett    | kiesett    |
| Čestmír Kožíšek                                            | Nagysánc      | 126,0     | 107,8     | 25.       | 122,5    | 108,1    | 42.      | kiesett  | kiesett  | kiesett  | kiesett    | kiesett    |
| Radek Rýdl                                                 | Nagysánc      | 105,0     | 74,5      | 50.       | 118,5    | 96,7     | 47.      | kiesett  | kiesett  | kiesett  | kiesett    | kiesett    |
| Filip Sakala                                               | Nagysánc      | 110,5     | 84,3      | 45.       | 116,0    | 93,1     | 48.      | kiesett  | kiesett  | kiesett  | kiesett    | kiesett    |
| Roman Koudelka Čestmír Kožíšek Viktor Polášek Filip Sakala | Csapatverseny |           |           |           | 425,5    | 279,5    | 9.       | kiesett  | kiesett  | kiesett  | kiesett    | kiesett    |

Női
| Versenyző           | Versenyszám | Első forduló | Első forduló | Első forduló | Döntő   | Döntő   | Döntő   | Összesítés | Összesítés |
| Versenyző           | Versenyszám | Táv          | Pont         | Hely.        | Táv     | Pont    | Hely.   | Pont       | Helyezés   |
| ------------------- | ----------- | ------------ | ------------ | ------------ | ------- | ------- | ------- | ---------- | ---------- |
| Anežka Indráčková   | Normálsánc  | 79,0         | 62,8         | 29.          | 72,5    | 60,5    | 28.     | 123,3      | 30.        |
| Karolína Indráčková | Normálsánc  | 82,0         | 77,4         | 24.          | 65,0    | 53,3    | 30.     | 130,7      | 28.        |
| Klára Ulrichová     | Normálsánc  | 70,5         | 48,2         | 33.          | kiesett | kiesett | kiesett | 48,2       | 33.        |

Vegyes
| Versenyző                                                          | Versenyszám   | Első forduló | Első forduló | Első forduló | Döntő | Döntő | Döntő | Összesítés | Összesítés |
| Versenyző                                                          | Versenyszám   | Táv          | Pont         | Hely.        | Táv   | Pont  | Hely. | Pont       | Helyezés   |
| ------------------------------------------------------------------ | ------------- | ------------ | ------------ | ------------ | ----- | ----- | ----- | ---------- | ---------- |
| Karolína Indráčková Roman Koudelka Čestmír Kožíšek Klára Ulrichová | Csapatverseny | 340,5        | 362,5        | 7.           | 341,5 | 360,3 | 7.    | 722,8      | 7.         |

## Snowboard
Akrobatika
Férfi
| Versenyző        | Versenyszám | Selejtező | Selejtező | Selejtező | Selejtező     | Selejtező | Döntő    | Döntő    | Döntő    | Döntő         | Döntő    |
| Versenyző        | Versenyszám | 1. futam  | 2. futam  | 3. futam  | Jobb eredmény | Hely.     | 1. futam | 2. futam | 3. futam | Jobb eredmény | Helyezés |
| ---------------- | ----------- | --------- | --------- | --------- | ------------- | --------- | -------- | -------- | -------- | ------------- | -------- |
| Šárka Pančochová | Big air     | 44,00     | 62,75     | 60,25     | 123,00        | 14.       | kiesett  | kiesett  | kiesett  | kiesett       | 14.      |
| Šárka Pančochová | Halfpipe    | 41,75     | 18,75     |           | 41,75         | 18.       | kiesett  | kiesett  | kiesett  | kiesett       | 18.      |
| Šárka Pančochová | Slopestyle  | 25,51     | 17,18     |           | 25,51         | 26.       | kiesett  | kiesett  | kiesett  | kiesett       | 26.      |

Parallel giant slalom
| Versenyző       | Versenyszám | Selejtező | Selejtező | Nyolcaddöntő            | Negyeddöntő                | Elődöntő                   | Döntő                     | Helyezés                 |
| Versenyző       | Versenyszám | Idő       | Hely.     | Ellenfél Eredmény       | Ellenfél Eredmény          | Ellenfél Eredmény          | Ellenfél Eredmény         | Helyezés                 |
| --------------- | ----------- | --------- | --------- | ----------------------- | -------------------------- | -------------------------- | ------------------------- | ------------------------ |
| Ester Ledecká   | Női         | 1:23,63   | 1.        | Nadya Ochner (ITA) · Gy | Aleksandra Król (POL) · Gy | Michelle Dekker (NED) · Gy | Daniela Ulbing (AUT) · Gy | 1. helyezett, aranyérmes |
| Zuzana Maděrová | Női         | 1:34,59   | 23.       | kiesett                 | kiesett                    | kiesett                    | kiesett                   | 23.                      |

Snowboard cross
| Versenyző         | Versenyszám | Rangsorolás | Rangsorolás | Nyolcaddöntő  | Negyeddöntő | Elődöntő | Döntő    | Helyezés |
| Versenyző         | Versenyszám | Idő         | Hely.       | Helyezés      | Helyezés    | Helyezés | Helyezés | Helyezés |
| ----------------- | ----------- | ----------- | ----------- | ------------- | ----------- | -------- | -------- | -------- |
| Radek Houser      | Férfi       | nem indult  | nem indult  | nem indult    | kiesett     | kiesett  | kiesett  | –        |
| Vendula Hopjáková | Női         | 1:25,49     | 23.         | nem ért célba | kiesett     | kiesett  | kiesett  | 28.      |

## Szánkó
| Versenyző                   | Versenyszám | 1. futam | 1. futam | 2. futam | 2. futam | 3. futam | 3. futam | 4. futam | 4. futam | Összesítés | Összesítés |
| Versenyző                   | Versenyszám | Idő      | Hely.    | Idő      | Hely.    | Idő      | Hely.    | Idő      | Hely.    | Idő        | Helyezés   |
| --------------------------- | ----------- | -------- | -------- | -------- | -------- | -------- | -------- | -------- | -------- | ---------- | ---------- |
| Michael Lejsek              | Férfi egyes | 59,542   | 28.      | 59,945   | 31.      | 1:00,080 | 32.      | kiesett  | kiesett  | 2:59,567   | 30.        |
| Zdeněk Pěkný Filip Vejdělek | Kettes      | 1:00,248 | 16.      | 59,869   | 14.      |          |          |          |          | 2:00,117   | 16.        |
| Anna Čežíková               | Női egyes   | 1:00,392 | 28.      | 1:01,169 | 30.      | 1:00,101 | 29.      | kiesett  | kiesett  | 3:01,662   | 30.        |

| Versenyző                                                | Versenyszám  | Női      | Női   | Férfi    | Férfi | Kettes   | Kettes | Összesítés | Összesítés |
| Versenyző                                                | Versenyszám  | Idő      | Hely. | Idő      | Hely. | Idő      | Hely.  | Idő        | Helyezés   |
| -------------------------------------------------------- | ------------ | -------- | ----- | -------- | ----- | -------- | ------ | ---------- | ---------- |
| Anna Čežíková Michael Lejsek Zdeněk Pěkný Filip Vejdělek | Vegyes váltó | 1:01,852 | 12.   | 1:03,545 | 12.   | 1:04,159 | 11.    | 3:09,556   | 10.        |

## Szkeleton
| Versenyző         | Versenyszám | 1. futam | 1. futam | 2. futam | 2. futam | 3. futam | 3. futam | 4. futam | 4. futam | Összesítés | Összesítés |
| Versenyző         | Versenyszám | Idő      | Hely.    | Idő      | Hely.    | Idő      | Hely.    | Idő      | Hely.    | Idő        | Helyezés   |
| ----------------- | ----------- | -------- | -------- | -------- | -------- | -------- | -------- | -------- | -------- | ---------- | ---------- |
| Anna Fernstädtová | Női         | 1:02,35  | 6.       | 1:02,44  | 6.       | 1:02,27  | 10.      | 1:02,26  | 6.       | 4:09,32    | 7.         |